# Neues Rathaus (Norden)

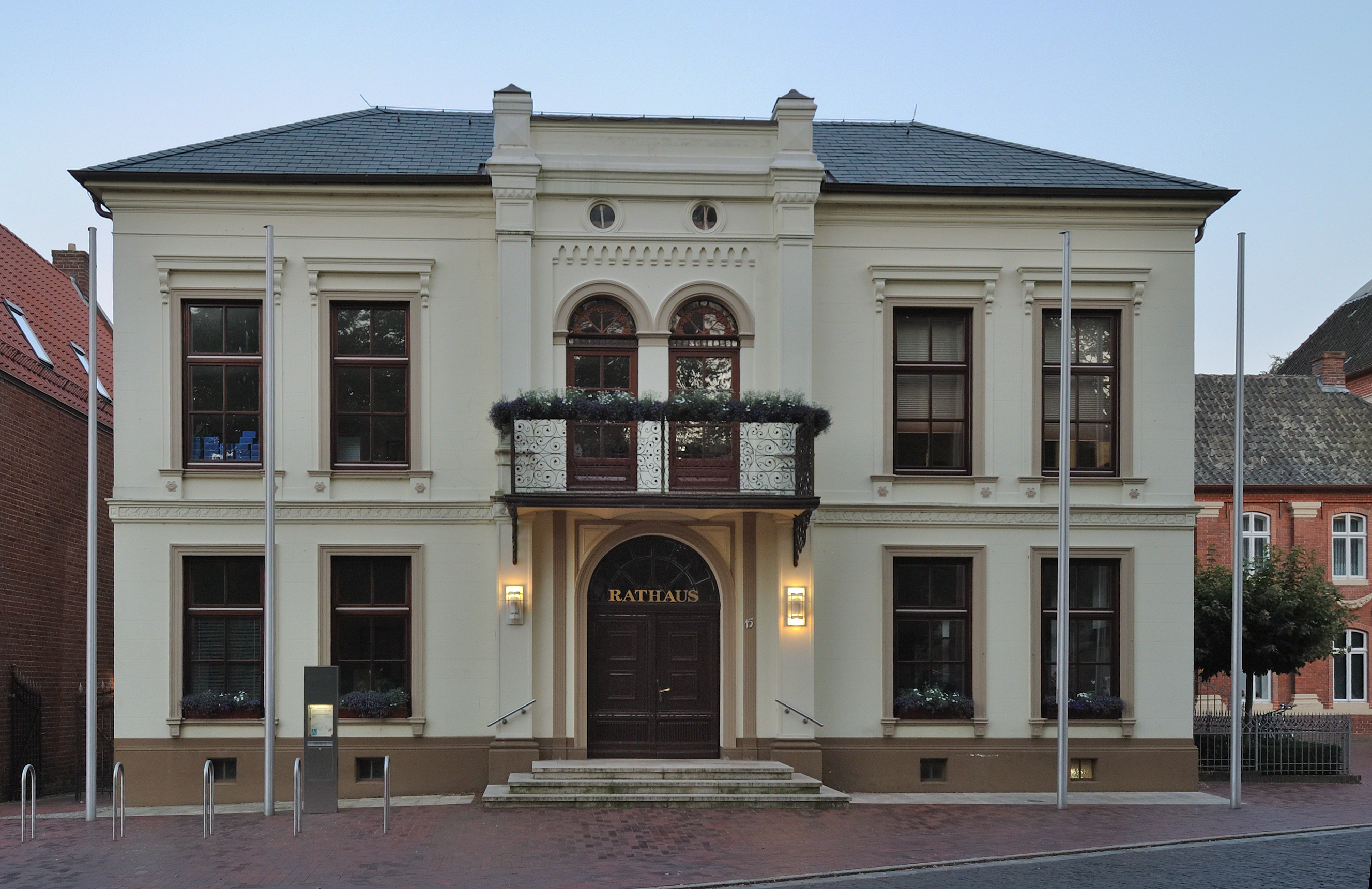
Das Neue Rathaus von Norden

Das Neue Rathaus ist ein denkmalgeschütztes Gebäude in der ostfriesischen Mittelstadt Norden (Landkreis Aurich, Niedersachsen). Es hat die Adresse Am Markt 15. In dem Haus hat seit 1884 die Stadtverwaltung ihren Sitz.

## Baubeschreibung
Das Norder Rathaus ist ein Bau im Stil des Klassizismus. Der Balkon über dem Haupteingang wird durch ein schmiedeeisernes Balkongitter begrenzt.

## Geschichte
Das Grundstück des heutigen Rathauses war Standort eines im 16. Jahrhundert erwähnten Gebäudes. Um die Mitte des 19. Jahrhunderts war die Immobilie im Besitz des Norder Kaufmanns Sicco Doden Cremer, der sie an seinen Schwiegersohn, den mennonitischen Prediger Laurens van der Hülst weitergab. Van der Hülst ließ den vorhandenen Bau im Jahre 1855 abbrechen und an gleicher Stelle den bis heute erhaltenen Bau errichten. Diesen nutzte er als Wohnhaus. Sein Sohn Theodor van Hülst wuchs in dem Gebäude auf. Nach Laurens' Tod erbte Theodor das Gebäude im September 1876.
Im Mai 1884 verkaufte er es für 50.000 Mark an die Stadt Norden, die zuvor dringend nach einem Ersatz für das zu klein gewordene Alte Rathaus gesucht hatte. Bereits am 23. September 1884 tagte der Magistrat der Stadt erstmals im Neuen Rathaus.